# Philip Hindes
Philip Hindes (* 22. September 1992 in Krefeld) ist ein ehemaliger britisch-deutscher Bahnradsportler und zweifacher Olympiasieger.

## Sportliche Laufbahn
Seine sportliche Laufbahn begann Philip Hindes als Ruderer, hatte aber trotz guter Leistungen wenig Chancen, sich weiter zu qualifizieren, da er für diesen Sport mit 1,74 Metern zu klein ist. Er verlegte sich auf den Radsport, den er zu Konditionszwecken schon betrieben hatte. Seit der Jugend-Klasse trainierte Philip Hindes am Heinrich-Heine-Sportgymnasium in Kaiserslautern. 2009 belegte er bei den deutschen Bahn-Radmeisterschaften Platz zwei im Teamsprint (mit Christian Bartel) und Platz drei im Keirin bei den Junioren. Im Jahr darauf wurde er deutscher Junioren-Meister im Teamsprint, mit Benjamin König, und belegte dreimal einen zweiten Platz im Sprint, Keirin sowie im Zeitfahren. Bei der Junioren-Bahn-WM in Montichiari errang er den dritten Platz im Teamsprint gemeinsam mit Stefan Bötticher und Robert Kanter, bei den Europameisterschaften der Junioren in Sankt Petersburg wurde er Dritter im Sprint.
Hindes ist der Sohn eines britischen Vaters, der als Soldat der British Army in Deutschland stationiert war, und einer deutschen Mutter; er besitzt beide Staatsbürgerschaften. Im Dezember 2010 gab die Union Cycliste Internationale (UCI) seinem Antrag statt, künftig für den britischen Radsportverband British Cycling zu starten. Im April 2012 war er Mitglied des britischen Nationalteams bei den UCI-Bahn-Weltmeisterschaften 2012 und startete als Anfahrer im Teamsprint gemeinsam mit den Weltmeistern und Olympiasiegern Chris Hoy und Jason Kenny. Wegen eines Wechselfehlers wurde die britische Mannschaft jedoch relegiert.
Bei den Olympischen Spielen 2012 in London errang Hindes gemeinsam mit Chris Hoy und Jason Kenny die Goldmedaille im Teamsprint. Nach dem Rennen geriet er jedoch in die Kritik: In der Qualifikation war er gestürzt. Zunächst sprach er von einem absichtlichen Sturz, da ihm der Start nicht geglückt sei; das sei innerhalb der Mannschaft so abgesprochen worden. Später korrigierte er sich und gab an, das Hinterrad  seit weggerutscht. Offizielle von British Cycling erklärten die unterschiedlichen Aussagen von Hindes mit Schwierigkeiten des Neubürgers mit der englischen Sprache.
2016 wurde Hindes für die Teilnahme an den Olympischen Spielen in Rio de Janeiro nominiert, wo er im Teamsprint gemeinsam mit Callum Skinner und Jason Kenny Olympiasieger im Teamsprint wurde. Bei den Commonwealth Games 2018 belegte er mit Ryan Owens und Joseph Truman im Teamsprint Platz zwei.
Im Oktober 2021 erklärte Philip Hindes seinen Rücktritt vom Leistungsradsport.

## Erfolge
2010
- Junioren-Weltmeisterschaft – Teamsprint (mit Robert Kanter)
- Junioren-Europameisterschaft – Sprint
- Deutscher Junioren-Meister – Teamsprint (mit Benjamin König)

2011
- U23-Europameisterschaft – Teamsprint (mit Peter Mitchell und Callum Skinner)

2012
- Olympiasieger – Teamsprint (mit Chris Hoy und Jason Kenny)
- Bahnrad-Weltcup in Hong Kong – Teamsprint (mit Callum Skinner und Jason Kenny)

2014
- Britischer Meister – Teamsprint (mit Jason Kenny, Lewis Oliva und Callum Skinner)

2015
- Britischer Meister – Teamsprint (mit Jason Kenny und Matthew Crampton)

2016
- Olympiasieger – Teamsprint (mit Jason Kenny und Callum Skinner)
- Weltcup in Hongkong – Teamsprint (mit Matthew Crampton, Jason Kenny und Callum Skinner)

2018
- Commonwealth Games – Teamsprint (mit Ryan Owens und Joseph Truman)
- Britischer Meister – Teamsprint (mit Ryan Owens, Jack Carlin und Jason Kenny)

2019
- Britischer Meister – Teamsprint (mit Ryan Owens, Jack Carlin und Jason Kenny)

2020
- Britischer Meister – Teamsprint (mit Ryan Owens und Jason Kenny)

## Teams
- 2016 Team Wiggins